# Madonna della Quercia
La Madonna col Bambino e i santi Pietro e Andrea, detta anche Madonna della quercia, è un dipinto ad olio su tela di Girolamo dai Libri, conservato nel museo di Castelvecchio a Verona.
Essa è la più tarda opera di Girolamo dai Libri, giunta fino a noi. Rappresenta l'apice del suo manierismo, influenzato da artisti come Giovan Francesco Caroto, Francesco Torbido, ma anche da Giulio Romano e Tiziano. Originariamente concepita come pala d'altare per la chiesa di Sant'Andrea, dopo la sua soppressione nel 1812 è entrata a far parte delle collezioni civiche cittadine, costituendo il loro primo nucleo.
Nel corso dell'Ottocento, la pala d'altare è stata fonte di ispirazione per numerosi pittori veronesi. Tra questi, Giovanni Caliari, il cui dipinto per la parrocchiale di Marcellise trae chiaramente ispirazione dall'opera di dai Libri.
La tela della Madonna della quercia rientra nel genere della Sacra conversazione. Vi vengono rappresentati la Madonna e il Bambino Gesù, con a fianco i barbuti sant'Andrea (alla sinistra mentre regge la Croce) ed un anziano san Pietro (alla destra mentre regge le chiavi dategli dal Cristo), davanti ad un tronco di quercia che dà il nome all'intera opera. Sullo sfondo in lontananza si può scorgere, in un salto temporale e rappresentativo, san Giovanni Battista mentre battezza forse Gesù (in piccolo nel fiume o lago).
L'attenzione che il pittore, Girolamo dai Libri, dedica ad i vari e numerosi dettagli presenti denota chiaramente il suo sentire artistico: egli era infatti, oltre che pittore, un grande e noto miniatore, arte imparata dal padre Francesco dai Libri, anch'esso, come il fratello, conosciuto miniatore in tutta la regione veneta.